# 春聯

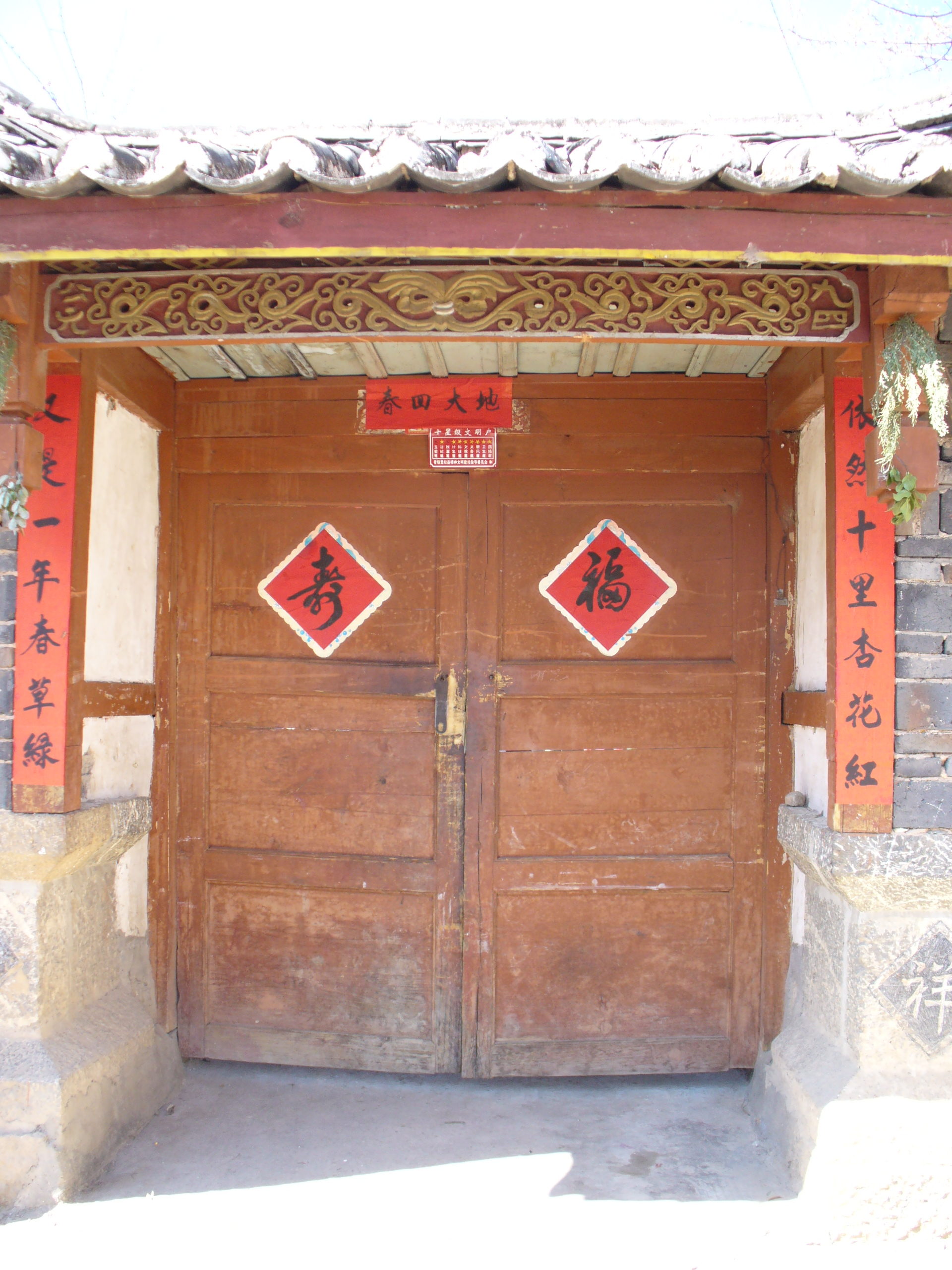

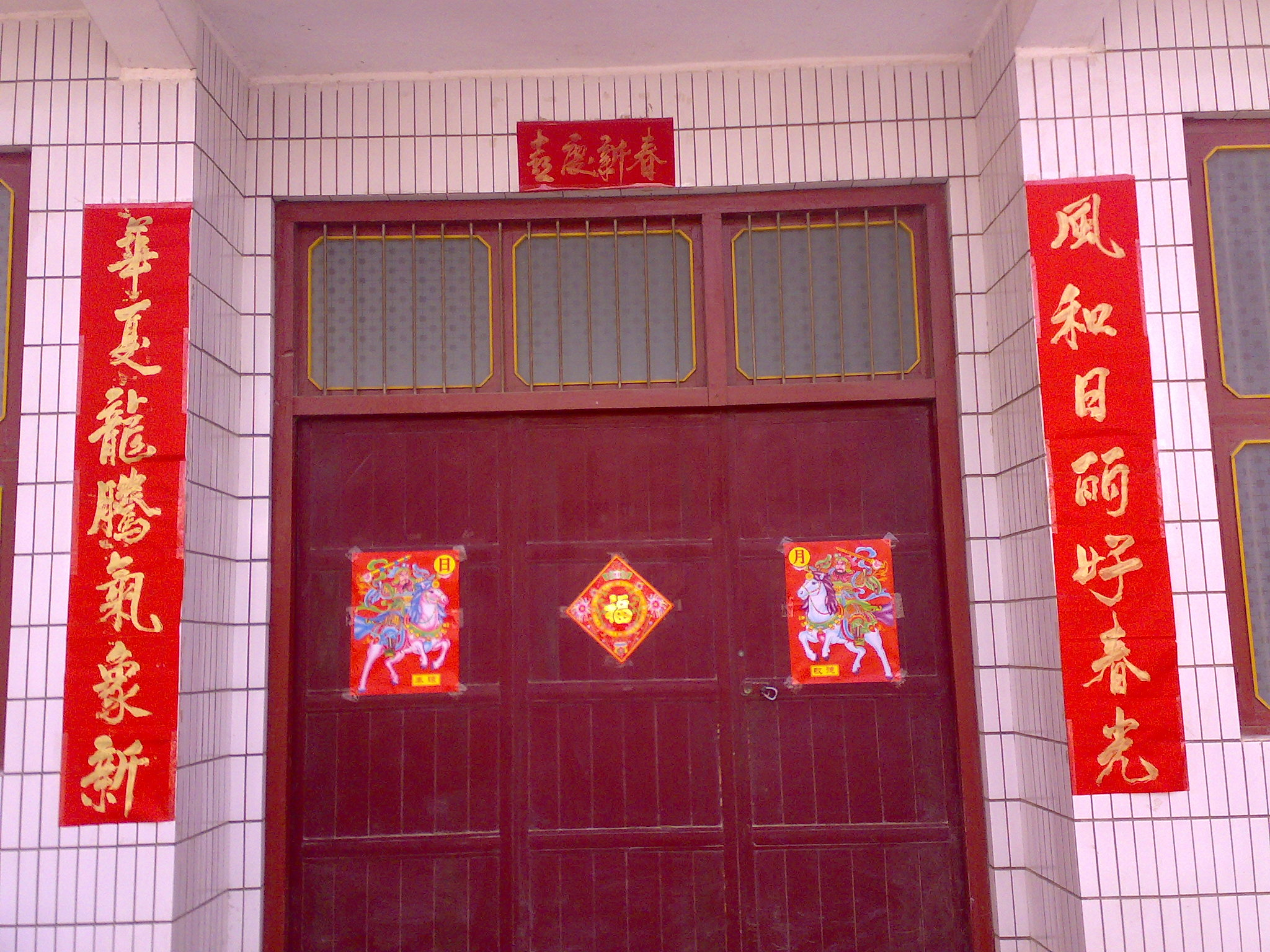

春聯（中国語: 繁体字：春聯；簡体字：春联）または春連（しゅんれん）とは中華圏における春節の風習の一つ。赤い紙に各種縁起の良い対句を書いたものをいい、家の入口などに貼る。

## 概要
春節には、倒福や年画など、さまざまなものを紙に書いて貼る。春聯もその一種であり、伝統的には大門の両側の柱に貼る。通常はさらに門の上部にもめでたい字を書いた紙を貼る（これを横批などと呼ぶ）。横批は伝統的には右から左に書くが、現代のものは左から右に書かれることも多い。

## 歴史
古来中国の東方の海上に度朔山が位置し様々な鬼神が棲んでいるとされていた。度朔山に桃の大樹があり、樹上には金鶏が棲んでいた。桃の大樹の東北が鬼門であり、世の中の鬼神はこの鬼門を通過して人間界に出入りしていた。この鬼門を守っていたのが神荼と鬱塁という兄弟と虎であった。毎朝金鶏が啼くと夜中に人間界に出かけた鬼神は必ず度朔山に帰る規則になっており、神荼・鬱塁兄弟は人間に危害を加えた鬼神を見つけると縛り付け虎に呑み込ませたため、全ての鬼神に恐れられていた。
この働きにより後に神荼・鬱塁兄弟は鬼神を懲罰する神仙とされ、正義と勇猛さの象徴として民衆の信仰対象となった。これより春節の際には桃から作った板に神荼・鬱塁の名称を記して家の門の両側に置き、また門上には虎を描き、葦縄をかけることで神荼・鬱塁の威厳により鬼神の侵入を防ぎ一年の平安を祈念した。板は桃符と称され現在の春聯の由来となった。また日本にもこの風習が伝わり、現在の門松注連縄へと繋がっている。
時代が下るにつれ神荼・鬱塁以外に秦瓊や尉遅敬徳、孫武、趙雲、岳飛、更には『封神演義』の登場人物である燃灯道人などが神格化され桃符に記されるようになった。
唐代になると邪神を追い払う意味が失われ、王安石の漢詩の中に「千門万戸曈曈日、総把新桃換旧符」と表現されるように願い事を書くようになっていったと考えられている。またかさばる桃の板から紙に材質が変わったのもこの頃である。『宋史』「蜀世家」によれば五代時代の946年（広政2年）の春節前、後蜀の皇帝であった孟昶が春聯に「新年納余慶、嘉節号長春」との記載があり、現在記録される最も古い春聯の対句となっている
宋代になると民間にも春聯が流行したが、当時は桃符と称していた。春聯と命名されたのは明の朱元璋である。特に春聯を好んだ朱元璋は自ら春聯を記すのみならず、朝廷群臣から庶民に至るまで春聯を貼り出すように勅命を出したことに由来する。清末の『燕京歳時記』にはこの春聯の隆盛が記録されている。

## ギャラリー

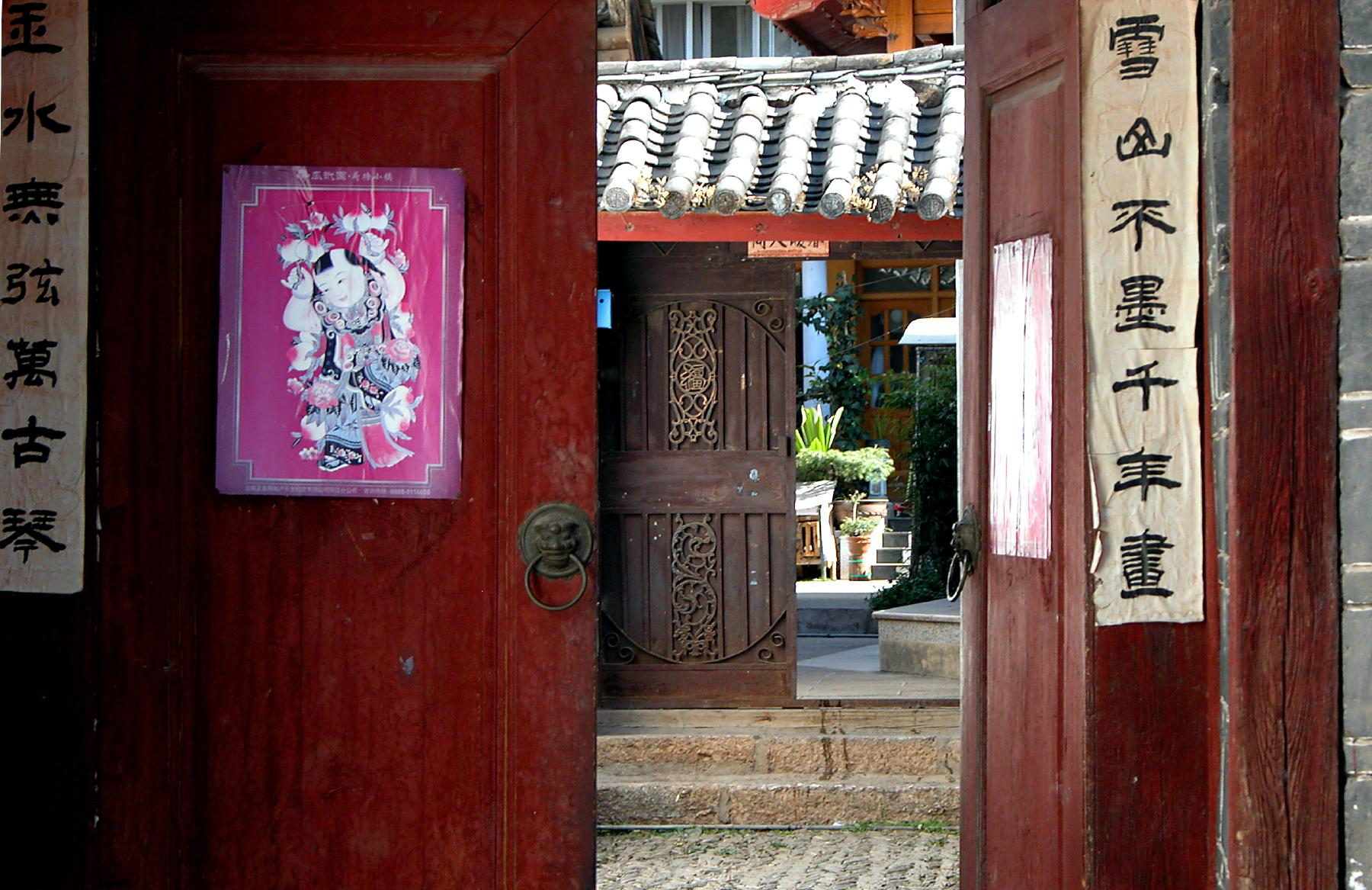
春聯と年画
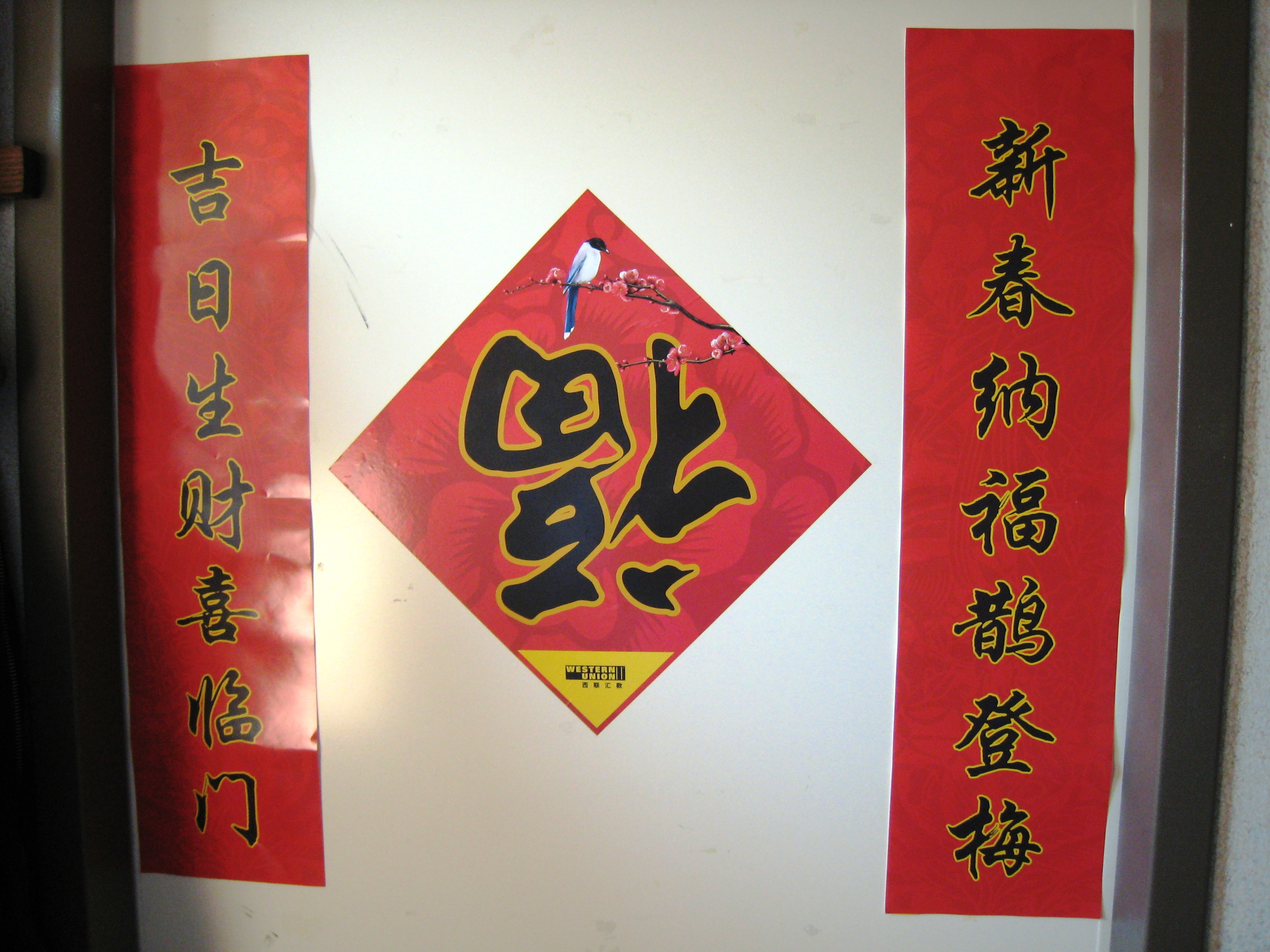
春聯と倒福
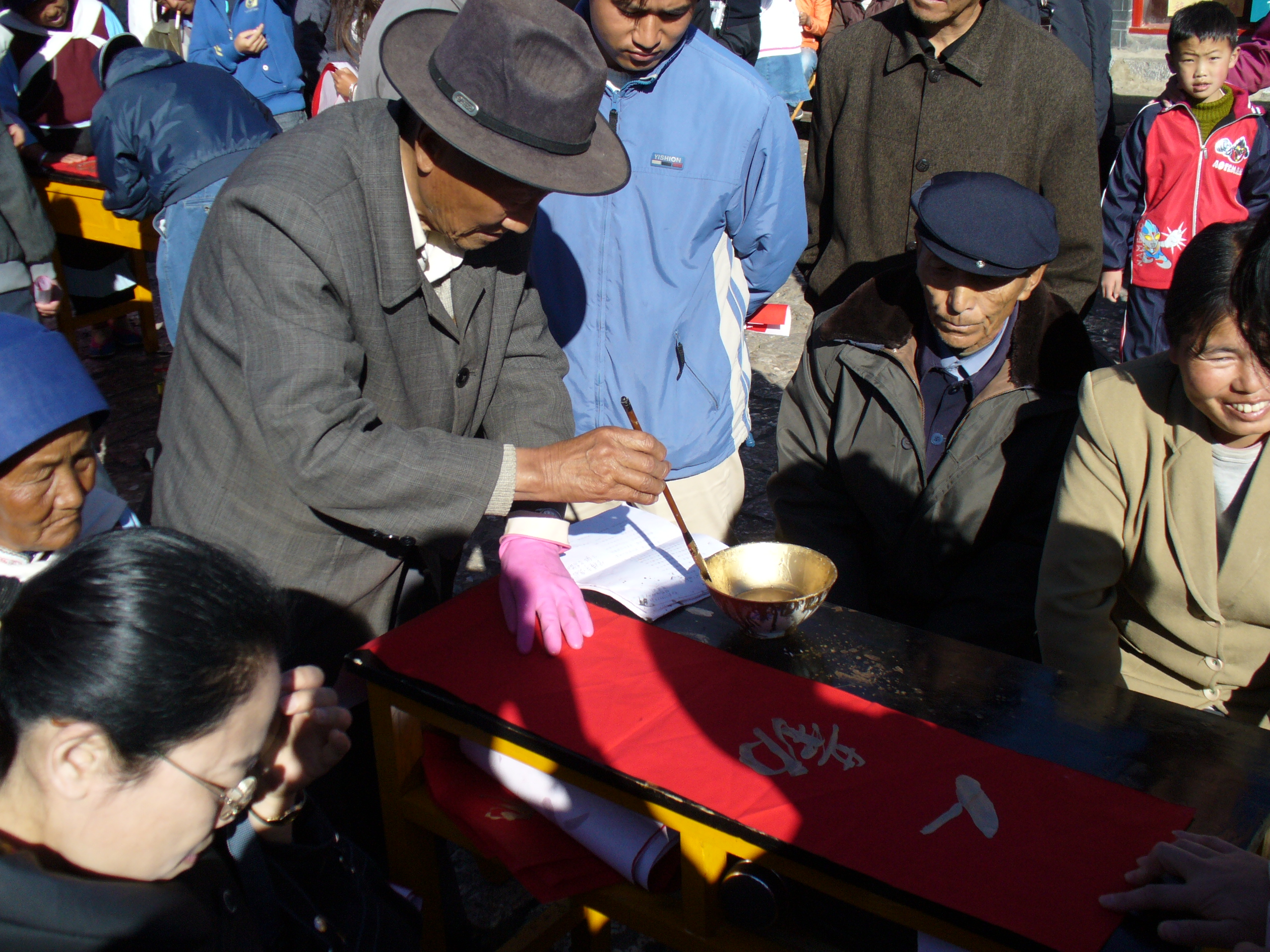
赤い紙に春聯を書いているところ
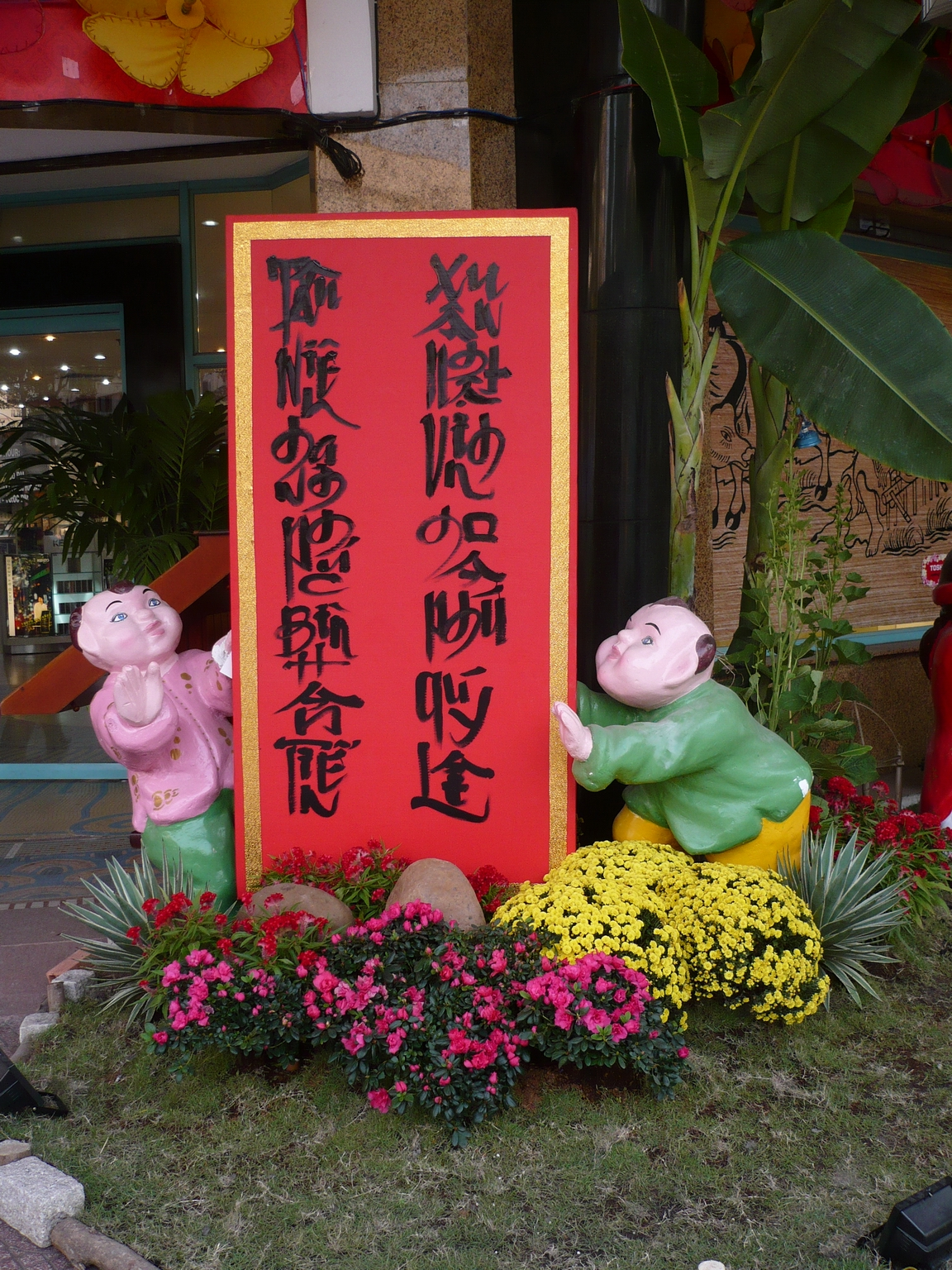
ベトナムの春聯。「新年幸福平安進、春日栄華富貴来」をクオック・グーで書いて漢字風にアレンジ。
四角の斗方「春」
四角の斗方「福」
四角の斗方「満」